# CHOYA
CHOYA株式会社（チョーヤ）とは、日本のドレスシャツ（ワイシャツ）を中心としたアパレルメーカーである。本社は東京都中央区日本橋大伝馬町にあった。かつての商号は蝶矢株式会社。
旧野村財閥系に属した。ゆえに、大和銀行（現りそな銀行）と親密である。メインの製品として百貨店などへの高級ドレスシャツがある。

## 沿革
- 1886年（明治19年）1月：東京・日本橋・通塩町（現在：横山町）で浅野百蔵が洋物衣料品の製造販売店を創業。浅野商店と称する。
- 1932年（昭和7年）11月：紳士シャツを中心とした株式会社蝶矢シャツ製造所を設立（本店は大阪）。
- 1957年（昭和32年）4月：信州蝶矢シャツ株式会社を合併、商号を株式会社蝶矢シャツに変更。
- 1986年（昭和61年）8月：創業100周年を迎え、商号をCHOYA株式会社に変更（商号登記は蝶矢株式会社）。
- 1990年（平成2年）8月：株式を日本証券業協会店頭登録銘柄として登録。
- 2003年（平成15年）4月：商号登記をCHOYA株式会社に変更。
- 2004年（平成16年）3月：普通株式の第三者割当増資の実施により日清紡績（現在：日清紡ホールディングス）が親会社となる。
- 2004年（平成16年）12月：日本証券業協会への店頭登録を取り消し、ジャスダックに株式を上場。
- 2008年（平成20年）
  - 6月25日：上場廃止。
  - 7月1日：日清紡績の完全子会社となる。
- 2014年（平成26年）
  - 8月：尾上繊維株式会社にスーツ製造販売の子会社を譲渡[1][2]。
  - 11月：山喜株式会社にドレスシャツ販売事業および子会社の譲渡を開始[1][2]。
- 2015年（平成27年）
  - 1月：営業業務を終了[3]。
  - 3月：会社解散。